# 毛叶蔓龙胆
毛叶蔓龙胆（学名：Crawfurdia puberula）为龙胆科蔓龙胆属下的一个种。

## 扩展阅读
- 維基物種上的相關：毛叶蔓龙胆